# Itzchak Weismann

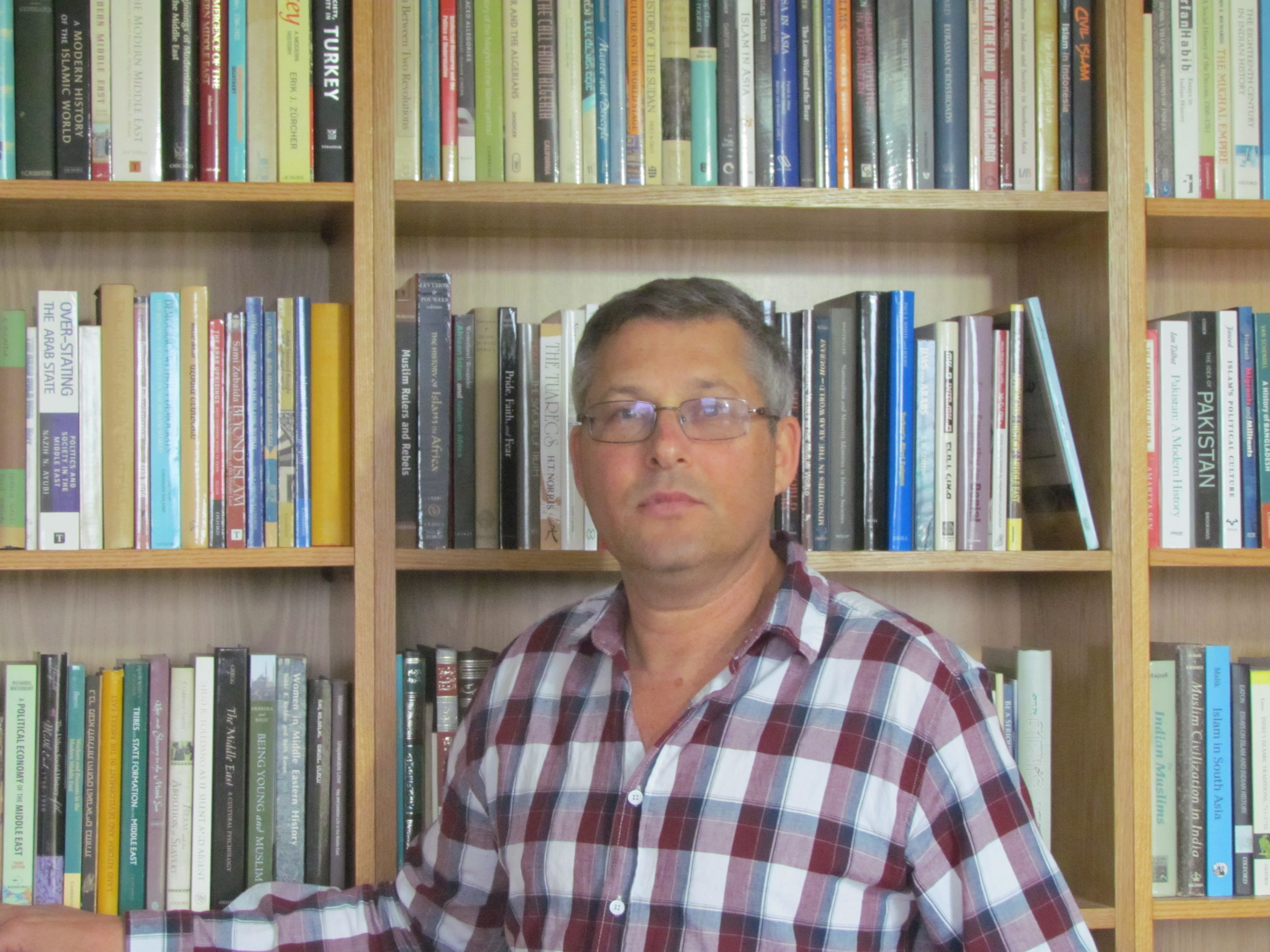
Itzchak Weismann

Itzchak Weismann (hebräisch יצחק ויסמן; * 14. September 1961 in Haifa) ist ein israelischer Orientalist. Er ist Professor für Islamwissenschaft an der Universität Haifa und leitete von 2010 bis 2013 das dortige Jüdisch-Arabische Zentrum. Zu seinen Spezialgebieten gehören Sufismus, insbesondere der Naqschbandīya-Orden, modernes Syrien und Islam in Indien.

## Biografie
Itzchak Weismann wurde in Haifa geboren, wuchs dort auf und schloss das Studium an der dortigen Universität mit Auszeichnung ab. Seine Magisterarbeit schrieb er über Sa’id Hawwa (1935–1989), den Ideologen der syrischen Muslimbrüder unter der Herrschaft von Hafiz al-Assad. Seine Doktorarbeit untersucht die Strömungen der religiösen Reformen, die am Ende der ottomanischen Epoche in Damaskus als Reaktion auf die Modernisierungsbestrebungen der Zentralregierung in Konstantinopel auftraten. Sein Postdoktorat absolvierte er an der Universität Princeton und der Universität Oxford. 2008–2009 war er Gastdozent am Dickinson College in Pennsylvania. 
Weismann gehört seit 1989 zum Lehrkörper der Universität Haifa und ist dort seit 2010 Professor. Als Leiter des Jüdisch-Arabischen Zentrums lancierte er Begegnungen zwischen jüdischen und arabischen Studenten auf dem Campus der Universität Haifa sowie das Projekt „Akko als gemeinsamer Raum“, worauf er zu interreligiösen und interkulturellen Konferenzen in Wien und im Kosovo eingeladen wurde. Er hat bisher acht Bücher, Dutzende von englischen und hebräischen Artikeln in Fachzeitschriften sowie mehrere Artikel in der Encyclopaedia of Islam veröffentlicht. Er ist verheiratet und Vater dreier Kinder.

## Forschungsarbeit
In seiner Forschungsarbeit befasst sich Itzchak Weismann mit der Ideologie und dem praktischen Wirken der modernen islamischen Bewegungen, insbesondere der Muslimbrüder und der Salafisten. Der Schwerpunkt seiner Forschungen lag zunächst auf Syrien und erweiterte sich dann auf den indischen Subkontinent und weitere Teile Asiens.

### Moderner Islam und Sufi-Tradition
Hinsichtlich der Wechselwirkung zwischen den Modernisierungsbestrebungen des Islams und der Sufi-Tradition wendet sich Weismann gegen die herrschende Meinung, die den Standpunkt radikaler islamischer Organisationen, insbesondere der Salafisten, übernimmt. Nach Ansicht dieser Organisationen seien die Sufi-Orden hauptverantwortlich für den Niedergang des Islams und die islamische Kapitulation vor Europa. In einer Studie über Damaskus zeigt Weismann auf, dass die Väter und Großväter der ersten Islamreformer Sufis waren, jedoch gleichzeitig als erste die Modernisierungsbestrebungen des osmanischen Reiches unterstützten. Dies gelte auch für andere Städte wie Aleppo, Hama, Bagdad sowie für religiös-politische Bewegungen wie die Muslimbrüder. In einem Artikel „Modernität von innen“ geht Weismann davon aus, dass in der Geschichte des Islams die Verschiebung des Schwerpunkts von den Sufi-Orden auf „fundamentalistische“ Bewegungen eine Reaktion auf die Modernisierungsprozesse widerspiegelt, jedoch auch die im Namen der Religion ausgeübte Gewalt erklärt.

### Naqschbandi-Orden
Die Naqschbandiya ist ein später Zweig des Sufismus. Dieser Sufi-Orden unterstützte erstmals in bedeutsamer Weise die Modernisierungsbestrebungen von Sultan Abdülhamid II., der am Ende des 19. Jahrhunderts die meisten religiösen Reformer in den Städten Syriens und Iraks sowie einige Führer der Muslimbrüder in Syrien ernannte. Weismanns Monografie zur Entwicklung des Naqschbandi-Ordens ist die erste umfassende Studie zu diesem Thema. Sie erläutert den Beginn des Ordens im 14. Jahrhundert in den zentralasiatischen Städten Buchara und Taschkent an der Seidenstraße, die Ausbreitung in den folgenden Jahrhunderten nach Indien, China und dem Osmanischen Reich und schließt mit Ausführungen über neue gedankliche und organisatorische Formen unter dem Einfluss der Moderne.

### Muslimbrüder
Die meisten Studien zu diesem Thema konzentrieren sich auf die Geschichte der Bewegung in Ägypten. Weismann hat sich besonders mit dem Leben und der Lehre von Sa‘id Hawwa befasst, dem führenden Ideologen der Bewegung unter dem syrischen Diktator Hafiz al-Assad, sowie mit den Anschauungen der Bewegung zur islamischen und zur westlichen Zivilisation und zur Verwirklichung missionarischer Aktivität im Sinne von Daʿwa.

### Islam in Indien
Auch auf diesem Gebiet stellt sich Weismann gegen überlieferte Ansichten. Er geht davon aus, dass viele moderne islamische Ideen, die Denkern und Bewegungen aus dem Nahen Osten zugerechnet werden, ihren eigentlichen Ursprung auf dem indischen Subkontinent haben, der neben Indien das heutige Pakistan und Bangladesch mit einschließt. Er erklärt dies damit, dass die Krise des Islams in Indien infolge des Niedergangs des Mogulreiches im 18. Jahrhundert und der darauffolgenden britischen Kolonialisierung sich etwa hundert Jahre vor der ähnlich gearteten Krise ereignete, die zum Untergang des Osmanischen Reiches führte. So waren indische Muslime die ersten, die eine Rückkehr zur ursprünglichen Religion des Islams propagierten, ausgewählte Bestandteile der westlichen Kultur übernahmen und den Islam zu seiner anfänglichen Größe zurückführen wollten. Weismann betont in seiner Forschungsarbeit den bis heute andauernden Beitrag Indiens zur Modernisierung des Islams, vom Naqschbandi-Orden über die Salafiya und die Muslimbruderschaft bis zu den radikalen Bewegungen, die auf den Theorien des Ägypters Sayyid Qutb fußen.

### Salafismus
Seit einigen Jahren erforscht Weismann vermehrt die Entwicklung des konservativen Salafismus, der auch die Dschihadisten von al-Qaida und IS umfasst. Er versucht zu erklären, wie die zunächst liberal-religiöse salafistische Anschauung, die am Ende des 19. Jahrhunderts ein Gleichgewicht zwischen modernen kulturellen Errungenschaften des Westens und der geistigen Rückbesinnung auf die „Altvorderen“ (arabisch سلف „Salaf“) anstrebte, in die momentan ausgeübte terroristische Gewalttätigkeit ausarten konnte.

## Publikationen (Auswahl)
- Itzchak Weismann: Taste of Modernity: Sufism, Salafiyya, and Arabism in Late Ottoman Damascus. Leiden, Brill 2001, 343 S. ISBN 90-04-11908-6
- Itzchak Weismann: Sufi Brotherhoods in Syria and Israel. A Contemporary Overview. In: History of Religions, Bd. 43 (2004), S. 303–318, ISSN 0018-2710
- Itzchak Weismann: The Naqshbandiyya: Orthodoxy and Activism in a Worldwide Sufi Tradition. London und New York, Routledge 2007, xv+208 S.
- Itzchak Weismann: 'Abd al-Rahman al-Kawakibi: Islamic Reform and Arab Revival. Oxford, Oneworld 2015.
- Itzchak Weismann: Sa'id Hawwa: the making of a radical Muslim thinker in modern Syria. London, Routledge 2007. (Online)
- Itzchak Weismann: „Die Salafiyya im 19. Jahrhundert als Vorläufer des modernen Salafismus“, in: Thorsten Gerald Schneiders: Salafismus in Deutschland: Ursprünge und Gefahren einer islamisch-fundamentalistischen Bewegung. 2014 (Online-Teilansicht)
- Mitherausgeber: Ottoman Reform and Islamic Regeneration. London, I.B. Tauris 2005, 240 S.
- Mitherausgeber: Islamic Myths and Memories: Mediators of Globalization. Farnham (Surrey), Ashgate 2014, 263 S.

| Personendaten    | Personendaten            |
| ---------------- | ------------------------ |
| NAME             | Weismann, Itzchak        |
| KURZBESCHREIBUNG | israelischer Orientalist |
| GEBURTSDATUM     | 14. September 1961       |
| GEBURTSORT       | Haifa                    |